# Cryptacanthodes giganteus
Cryptacanthodes giganteus is een straalvinnige vissensoort uit de familie van wrymouten (Cryptacanthodidae). De wetenschappelijke naam van de soort is voor het eerst geldig gepubliceerd in 1858 door Kittlitz.